# Страйкер (фильм, 1983)
«Страйкер» (англ. Stryker) — фантастический боевик режиссёра  Сирио Х. Сантьяго. В 1985 году Сантьяго был снят схожий сюжетно постапокалиптический трэш-боевик «Колёса в огне».

## Сюжет
Постапокалиптический боевик. На Земле закончилась ядерная война. Жестокий «водовладелец» захватил в плен нескольких попавших под руку молодых женщин. Им на помощь приходит одинокий странствующий солдат-наёмник, именуемый Страйкером…

## В ролях
- Стив Сэндор[англ.]  — Страйкер
- Андреа Савио — Дела
- Майк Лэйн — Кардис
- Уильям Острэндер — бандит
- Джули Грэй — Лоуренц
- Джон Харрис — Ойрик
- Кен Меткаф — Тран
- Моник Сент Пьерр — Церце

## Восприятие
The Monthly Film Bulletin дал фильму отрицательную рецензию, посчитав его будничным, предсказуемым и шаблонным до мозга костей. Variety оценил «Стайкера» как «слабую имитацию» боевика «Безумный Макс 2: Воин дороги».
В книге киножурналиста Фила Харди «Научная фантастика» (1984) «Страйкер» сравнивается с другими копиями «Безумного Макса» и отмечается, что он «даже более нелеп, чем его итальянский конкурент „2019: Новые варвары“». Он также отмечает, что даже на фоне других не самых удачных работ Сантьяго в качестве режиссёра и сценариста «это уже слишком».